# Groupe Le Monde
Le Groupe Le Monde est un groupe de presse français. Il est constitué du journal Le Monde ainsi que de Courrier international, Le Nouvel Obs, Malesherbes Publications (La Vie, Histoire & Civilisations, Prier), Télérama, Le Monde diplomatique, la régie M Publicité et VM Magazines. À l’exception du Monde diplomatique, propriétaire de ses propres locaux, les différents médias ont emménagé en 2020 dans le nouveau siège du groupe, dans le 13e arrondissement de Paris.
Le groupe est détenu à 75 % par la holding Le Monde Libre et à 25 % par le Pôle d'indépendance du Groupe Le Monde. Le Monde Libre est détenu par le Nouveau Monde (Mathieu Pigasse, Daniel Kretinsky), NJJ Presse (Xavier Niel), Berly Media (Madison Cox) et le groupe de médias espagnol Prisa. Le Pôle d'Indépendance du Monde est détenu par les syndicats des journalistes, les syndicats des employés, l'association des lecteurs du Monde, et des actionnaires minoritaires.
Le groupe Le Monde présente plusieurs originalités par rapport à une entreprise classique. Afin d'éviter une interférence des actionnaires et protéger l'indépendance des journalistes, ce sont les employés de Le Monde, Courrier international, La Vie, Le Monde diplomatique, Le Nouvel Obs et Télérama qui élisent chacun le directeur de leur rédaction,.

## Historique
Au début des années 2000, Le Monde sous la direction de Jean-Marie Colombani se lance dans une stratégie d’acquisitions, qui jette les bases d’un groupe de presse avec des titres comme Télérama et Courrier international. Néanmoins, cette politique consistant à agrandir le périmètre du groupe par l’endettement a pour conséquence, en 2005, la nécessité d'une recapitalisation qui fait entrer le groupe Lagardère et la société espagnole Prisa dans le capital (à hauteur respectivement de 17,27 % et de 15,01%).

Le nouveau siège du groupe, dessiné par l'agence Snøhetta, situé en partie au-dessus des voies de la gare d'Austerlitz, avenue Pierre-Mendès-France, à l'angle avec la rue David-Bowie, dans le quartier Paris Rive Gauche.

Avant la fin de l'année 2006, le groupe La Vie-Le Monde, majoritaire depuis 2005 dans le groupe Les Journaux du Midi (le Midi libre, L'Indépendant et Centre Presse), devait prendre le contrôle des quotidiens régionaux du Groupe Hachette-Filipacchi (Groupe Nice-matin, La Provence) à travers une holding commune avec la filiale du groupe Lagardère. La nouvelle entité serait alors propriétaire de tous les quotidiens régionaux du Sud-Est, de Perpignan jusqu'à Nice et la Corse. Ce projet ayant échoué courant 2007, les Journaux du Midi sont rachetés par le Groupe Sud-Ouest, tandis que les journaux du Sud-est sont entrés dans le giron du Groupe Hersant Média. En 2006, le groupe Monde a également revendu les Éditions Desclée de Brouwer à l'éditeur suisse Parole et Silence, spécialisé dans la spiritualité chrétienne.
En juillet 2007, Pierre Jeantet a succédé à Jean-Marie Colombani à la présidence du directoire, avec Bruno Patino comme vice-président et Éric Fottorino comme directeur du quotidien Le Monde. Après sa démission du 19 décembre 2007, à la suite de désaccords portant sur la gouvernance et la stratégie de développement avec la Société des rédacteurs du Monde, actionnaire de référence du groupe, il a été remplacé par le directeur de la rédaction du Monde, Éric Fottorino, le 25 janvier 2008,.
Fin 2008, il a cédé pour 3 à 4 millions d'euros la librairie religieuse La Procure, qui était sous le contrôle du groupe des Publications de la Vie catholique depuis 1975. En avril 2008, il a mis en vente la société éditrice des Cahiers du cinéma, les Éditions de l'Étoile. En janvier 2009, le groupe d'édition d'art Phaidon, dont le siège est à Londres, en est devenu propriétaire. Toujours en 2009, il vend sa branche jeunesse, composée de Fleurus presse et de Junior hebdo, à Héros et Patrimoine, une société détenue par Financière de loisirs et par le fonds d'investissement américain Open Gate Capital.
À la suite du rachat le 2 novembre 2010 du Monde par le trio BNP composé de : Pierre Bergé, Xavier Niel et Matthieu Pigasse, le président du groupe, Éric Fottorino, est révoqué de la présidence pour divergences de point de vue avec les nouveaux actionnaires le 15 décembre 2010.
En janvier 2015, le groupe Le Monde annonce la construction de nouveaux locaux dans le 13e arrondissement de Paris près de la gare d'Austerlitz, ils devraient regrouper les rédactions du Monde et ceux de l'hebdomadaire Le Nouvel Obs. Le bâtiment, d'une superficie de 22 500 m2 sur sept étages, est conçu par l'agence d'architecture norvégienne Snøhetta. Le projet est prévu pour 2019.
Après la mort de Pierre Bergé en 2017, ses deux associés rachètent ses parts à égalité[réf. nécessaire].
Le 25 octobre 2018, Matthieu Pigasse officialise la vente de 49 % de ses parts dans le Nouveau Monde — propriétaire de sa participation dans le Monde libre — au milliardaire tchèque Daniel Křetínský.
En juillet 2019, Daniel Kretinsky et Matthieu Pigasse annoncent être entrés en négociations exclusives avec Prisa pour racheter les 20 % de parts détenues par le groupe espagnol,. Une décision qui provoque la colère de Xavier Niel et de la société des rédacteurs du Monde.
En juillet 2020, le Groupe Le Monde annonce avoir dégagé en 2019 un bénéfice net à 2,6 millions d'euros pour un chiffre d'affaires de 302,7 millions d'euros. C'est la troisième année d'affilée que le groupe affiche un résultat net positif. En revanche, la première moitié de l'année 2020, marquée par la crise du Covid-19, devrait affecter le chiffre d'affaires de 18 millions d'euros, avec une chute de 50 % des revenus publicitaires.
Un accord pour le rachat du capital du HuffPost France détenu par BuzzFeed a été conclu en décembre 2021, amenant la part du capital du HuffPost France possédé par le groupe Le Monde à 85 %,.

## Capital
Le groupe est contrôlé par la société Le Monde libre qui possède 72,5 % du capital. Cette société est contrôlée à parts égales par le Fonds pour l'indépendance de la presse (Xavier Niel), Le Nouveau Monde (Matthieu Pigasse et Daniel Kretinsky) et Berlys Media (Madison Cox), qui possèdent chacun 26,67 % des actions, les 20 % restants appartenant au groupe de presse espagnol Prisa.
Le pôle d'indépendance, composé notamment des diverses sociétés des employés (dont la Société des rédacteurs du Monde), de la société des lecteurs du Monde et de l'Association des actionnaires minoritaires, contrôle 25,5 % du groupe, mais dispose d'une société des rédacteurs du Monde et des publications du groupe, de la société des lecteurs du Monde. Ce pôle dispose depuis 2019 d'un droit d'agrément sur les changements d'actionnariat.
En septembre 2023, Daniel Křetínský a revendu ses parts dans le groupe à Xavier Niel. 
En avril 2024, Xavier Niel transfère la quasi-totalité (il ne garde qu'une action) de ses actions à un fonds indépendant qui ne pourra pas les céder.  
Enfin, divers actionnaires individuels possèdent 2 % du capital.

## Titres édités

### Presse quotidienne nationale
Le quotidien Le Monde (323 569 exemplaires en diffusion France payée moyenne 2019) et ses suppléments, mais aussi M, le magazine du Monde, ainsi que divers hors-séries publiés indépendamment du quotidien.

### Presse magazine

#### Titres contrôlés par Le Monde partenaires et associés (LMPA)
- Courrier international ;
- La Lettre de l'éducation ;
- Le Monde diplomatique (51 %) ;
- Manière de voir.

#### Titres contrôlés par la filiale Malesherbes Publications
- La Vie ;
- Le Monde des religions ;
- Prier ;
- Les Clés de la foi ;
- Écritures ;
- Le Guide Saint Christophe.

#### Autres titres
- Danser (filiale Sper) ;
- Télérama (filiale Télérama SA).

### Podcasts
- L'Heure du Monde[29]
- Chaleur Humaine[30]

### Participations

#### Majoritaires
Le Monde détient 94,7 % de la Société éditrice du Monde (SEM, qui contrôle le quotidien et l'imprimerie)[réf. nécessaire] et 85 % du HuffPost France,.

#### Minoritaires
Le groupe Le Monde détient 34 % de Timbropresse (Timbres magazine), 6 % du groupe Perdriel, 5 % de la société anonyme Les Éditions La Vie du rail, 2,1 % du quotidien suisse Le Temps, 10 % de l'Écho du Centre, ainsi que 9 % de la société anonyme Les Éditions du Témoignage chrétien.

### Anciennes publications
- Voiles et Voiliers, vendu en 2006 (était publié en partenariat avec le Groupe SIPA - Ouest-France, via la société Sofiouest) ;
- Notre Histoire, publication suspendue en mars 2006 (filiale Malesherbes Publications) ;
- Top Famille Magazine, arrêté en 2007 (était publié en partenariat avec Hachette Filipacchi Médias, via la société Publifa) ;
- Ulysse, arrêté en 2011 (filiale Les Publications historiques) ;
- Le Mensuel (février 2010 arrêté en janvier 2013) (revue mensuelle, sélection d'articles parus dans le quotidien Le Monde).